# 찬스 (1979년 영화)
《찬스》(Being There)는 미국에서 제작된 할 애쉬비 감독의 1979년 드라마, 코미디 영화이다. 피터 셀러스 등이 주연으로 출연하였다. 2015년, 이 영화는 미국 국립영화등기부에 등재되었다.

## 줄거리
중년의 순박한 남자 챈스는 워싱턴 D.C.의 한 부유한 노인의 저택에서 평생 정원을 가꾸며 살아간다. 그의 세상은 저택 안과 TV 시청이 전부이며, 외부 세계에 대한 지식은 거의 없다. 노인이 사망하자 챈스는 저택에서 쫓겨나 처음으로 세상 밖으로 나온다.
낯선 세상에서 그는 우연히 리무진에 치이게 되고, 그 리무진에 타고 있던 사업가 벤 랜드의 젊고 매력적인 아내 이브에게 "챈시 가드너"라는 이름으로 소개된다. 이브는 챈시를 남편에게 데려가고, 챈시의 예의 바른 태도와 낡은 옷차림에 벤은 그를 고학력의 사업가로 착각한다. 벤은 챈시를 총명하고 통찰력 있는 인물로 여기며 그에게 호감을 갖는다.
벤은 대통령의 자문 역할도 하고 있는데, 챈시를 대통령에게 소개한다. 경제에 대한 논의 중, 챈시는 정원의 변화를 계절에 비유해 이야기하고, 대통령은 이를 긍정적인 정치 조언으로 오해하여 연설에 인용한다. 이로 인해 챈시는 순식간에 전국적인 유명인사가 된다. 그는 중요한 행사에 참석하고, 소련 대사와도 친밀한 관계를 맺으며, TV 토크쇼에 출연해 정원 가꾸기에 대한 조언을 대통령 정책에 대한 의견으로 오해받는다.
챈시의 신원이 불분명한 가운데, 비밀경호국과 여러 정보기관은 그의 배경 정보를 찾지 못한다. 한편, 벤의 주치의인 앨런비는 챈시가 정치 전문가가 아니며, 그의 정체가 평범한 것일 수도 있다는 의심을 품는다. 하지만 앨런비는 챈시가 벤을 행복하게 해준다는 것을 깨닫고 침묵한다. 벤은 죽음을 앞두고 이브에게 챈시와 가까워지라고 격려한다. 이브는 챈시에게 성적인 관심을 보이지만, 챈시는 성에 대한 지식이 전혀 없고 TV에서 본 장면을 따라 할 뿐이다.
벤이 사망하고, 챈시는 진심으로 슬퍼한다. 앨런비에게 자신이 정원사일 뿐이라고 고백하지만, 앨런비는 그것을 이해한다. 벤의 장례식에서, 대통령은 후계자에 대한 논의가 오가는 가운데 "챈시 가드너"를 차기 대통령으로 추천하는 의견이 나온다. 한편, 챈시는 눈 내리는 저택을 홀로 거닐다 쓰러진 나무를 바로 세우고 호수 위를 가라앉지 않고 걸어간다. 마지막 장면은 챈시가 호수 위를 걸어가는 모습을 보여주며 영화는 마무리된다.

## 출연

### 주연
- 피터 셀러스
- 셜리 맥클레인
- 잭 워든
- 멜빈 더글라스

### 조연
- 리차드 다이사트
- 리차드 베이스하트

## 기타
- 원작자: 저지 코진스키
- 협력프로듀서: 찰스 멀베힐
- 미술: 마이클 D. 할러
- 의상: 메이 루스